# Architetture scomparse del Parco di Monza
All'interno del Parco di Monza si contano almeno otto cascine scomparse nel corso dell'Ottocento, alcune delle quali rimaneggiate nei primi due decenni del secolo dal Canonica. Se per alcune di queste era stato lo stesso Canonica a suggerirne la demolizione per via delle condizioni in cui riversavano e dello scarso valore architettonico dell'edificio, altre vennero demolite semplicemente nel momento in cui persero la propria funzione.
| Immagine | Dettagli |
| -------- | --- |
|          | Cascina Caimi Architetto: Realizzata nel XV secolo (?) Demolita nella seconda metà dell'Ottocento Ubicazione: a est del Lambro, poco più a nord delle Grazie Edificio per abitazioni di cacciatori e canile; i capitelli, del '400, potrebbero essere stati riutilizzati nella Cascina Casalta. |
|          | Cascina Colombirolo Architetto: Realizzata fra il 1809 e il 1817 Demolita nel corso dell'Ottocento Ubicazione: La risistemazione della cascina ha visto la demolizione della torre colombera, l'ampliamento della stalla con l'aggiunta di un portico e la realizzazione di due camere superiori. |
|          | Cascina Geroncello Architetto: Luigi Canonica Risistemata intorno al 1819 Demolita nel corso dell'Ottocento Ubicazione: all'interno del Serraglio dei Cervi Il progetto di rifacimento del Canonica prevedeva una rielaborazione dell'edificio di forma rettangolare, con l'aggiunta di una nuova stalla con pollaio e di un portico, che ne avrebbe raddoppiato l'estensione; il progetto risulta identico a quello elaborato per la Cascina Colombirolo.                                                                                               |
|          | Cascina Latteria Architetto: Luigi Canonica Risistemata fra il 1805 e il 1818 Demolita nella seconda metà dell'Ottocento Ubicazione: Parco di Monza |
|          | Cascina Michelona Architetto: Realizzata nel Demolita intorno al 1817 Ubicazione: al posto dell'attuale Cascina Frutteto Veniva utilizzata come vivaio dal 1811. |
|          | Cascina Monzina Architetto: Luigi Canonica Risistemata fra il 1814 e il 1817 Demolita nell'aprile 1841 Ubicazione: nei pressi di Porta di San Giorgio |
|          | Cascina Passerina Architetto: Luigi Canonica Risistemata intorno al 1817 Demolita nel 1842 Ubicazione: È datata 30 luglio 1810, una prima stima dei lavori necessari perché fosse possibile alloggiarvi due pigionanti, visto lo stato rovinoso in cui trovasi la cassina. Modesti lavori vengono condotti solo nel settembre 1817, mentre l'edificio era già considerato dal Canonica da demolirsi, di vecchia ed irregolare struttura. I materiali di spoglio sarebbero poi stati reimpiegati nella costruzione del portico alla Porta di San Giorgio. |
|          | Cascina Piotta Architetto: Luigi Canonica Risistemata fra il 1808 e il 1819 Demolita nel 1847 Ubicazione: viale Mirabello, a sud di Cascina Cernuschi |